# 超高層建築物

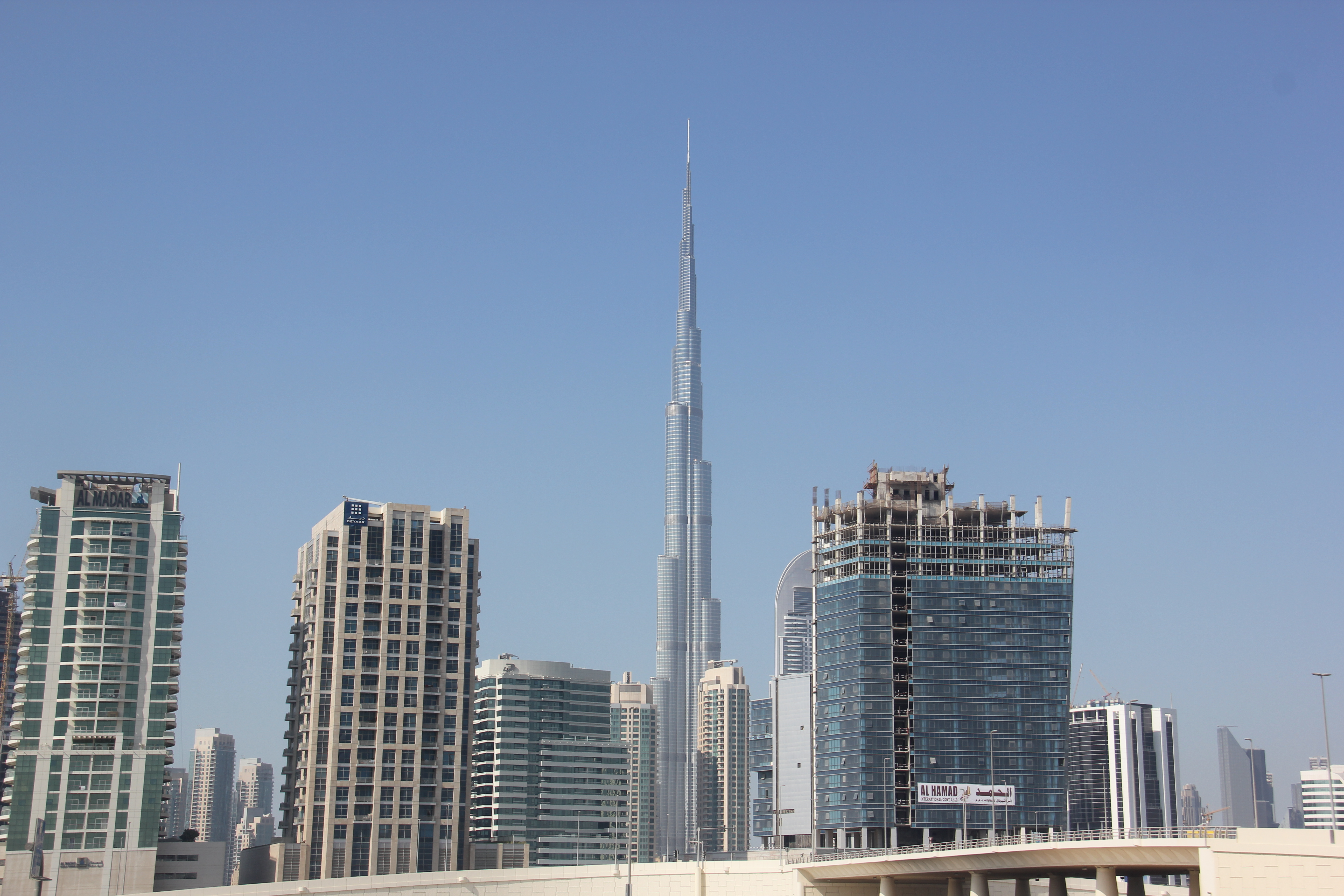
世界一の高さを誇る超高層ビルブルジュ・ハリファ（UAE）

超高層建築物（ちょうこうそうけんちくぶつ）または超高層ビル（ちょうこうそうビル、英語: skyscraper）は、高層建築物（高層ビル）の中でも特に高い建築物である。
どの程度の高さ以上の建築物を超高層ビルと呼ぶかについては、統一された明確な基準はない（#定義参照）。

## 定義
日本の法律では「超高層」という用語は用いられていないが、建築基準法第20条第1号では高さが60mを超える建築物に対してそれ以下のものと異なる構造の基準を設定しており、高さ60m以上の建築物が超高層建築と呼ばれることがある。また、超高層ビル群があることで有名な新宿区は「新宿区景観形成ガイドライン」を定めているが、そのうちの「超高層ビルの景観形成ガイドライン」の対象も「高さ60mを超える建築物」とされている。さらに航空法第51条においても60m以上の高さの物件に航空障害灯の設置を義務付けている。
日本の場合、例として『広辞苑』では、「15階以上、または、100m以上の高さの建築物を超高層建築と呼ぶことが多い」としている。階高を3 - 4mと仮定すると15階は45 - 60mにあたり、15階以上と100m以上とではその高さに大きな開きがあることになる。他の書籍の例を挙げると
| 書籍           | 出版         | 定義                       |
| -------------- | ------------ | -------------------------- |
| マイペディア   | 平凡社       | 100m以上                   |
| 建築大事典     | 彰国社       | 100m以上または15階程度以上 |
| 建築学用語辞典 | 日本建築学会 | 15階程度以上               |

と、100m・15階程度と書籍によって値は異なっている。

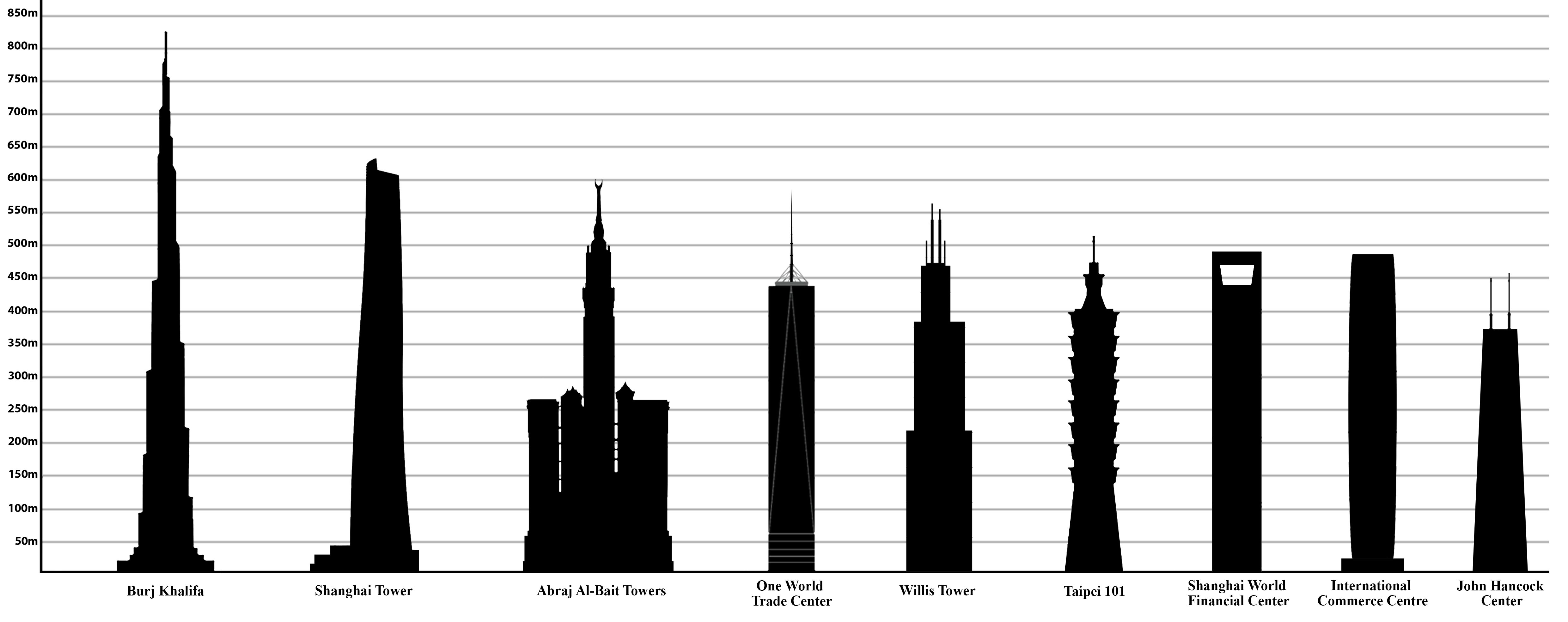
超高層ビル尖塔高順の比較

日本初の超高層ビルとされるのは霞が関ビルディング（36階、地上147m）である。それ以前に最も高い建築物であったホテルニューオータニ（17階、73m）は、超高層ビルとは呼ばれていなかった。
イギリスのskyscrapernews.comは、高さ150m（500ft）以上のビルを超高層ビル（skyscraper）と定義している。また、300m以上（〜1,000m以下）の超高層ビル（超高層建築物）を supertall building （supertall tower）、または単に supertall （スーパートール）と呼ぶ場合がある。
高さが1,000mを超えるビルはハイパービルディング（超々高層ビル、超々高層建築物）と呼ばれ、サウジアラビアのジェッダでジェッダ・タワーが建設中である。167階建て高さ約1,008m（尖塔高）の予定で、完成すれば世界初のハイパービルディングとなるが完成見込みは不明。

## 概要

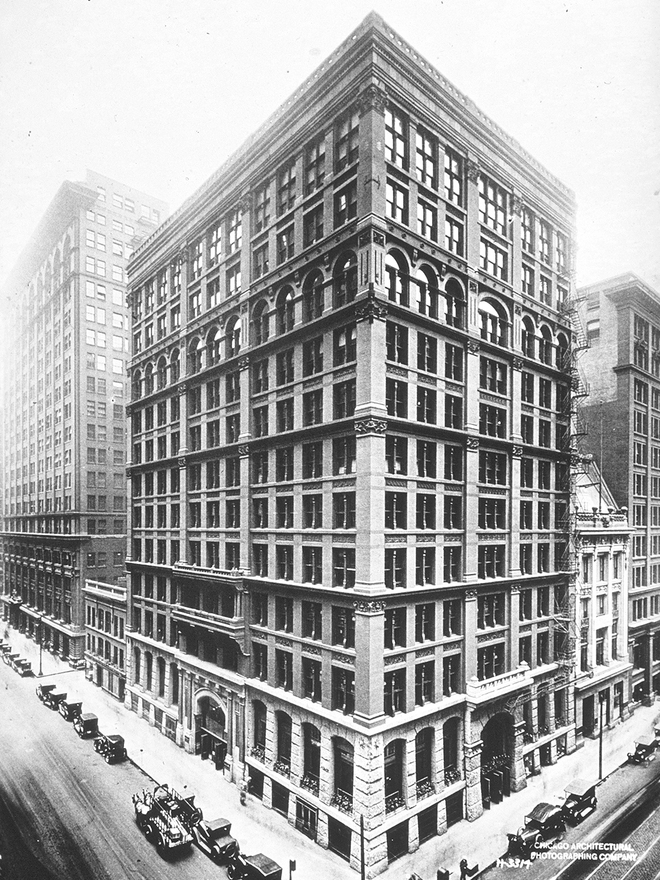
ホーム・インシュアランス・ビル（1884年）

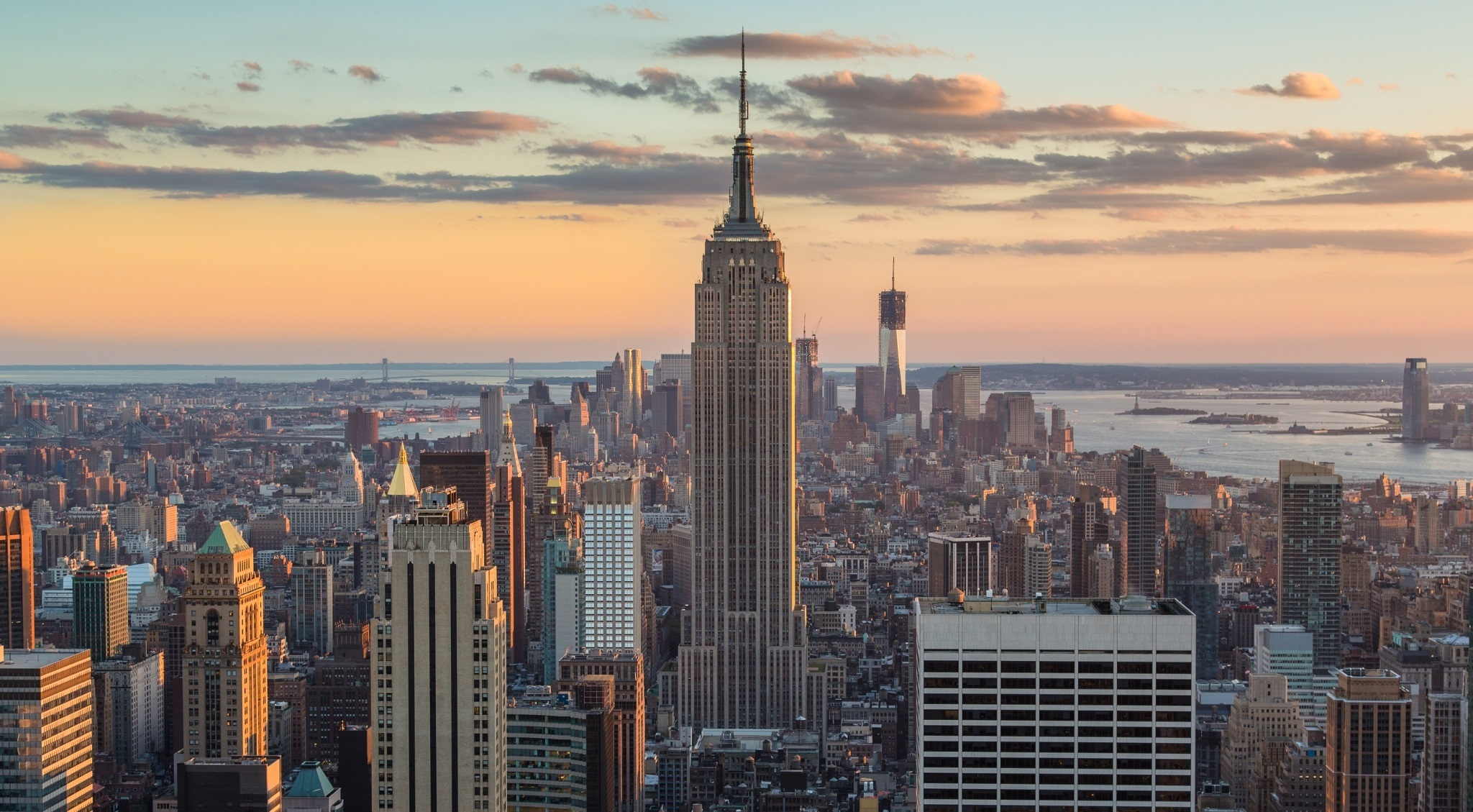
エンパイア・ステート・ビルディング

一般には超高層ビルと呼ばれ、摩天楼（まてんろう、「天を摩するほどの高楼」の意、英語の訳語）ともいう。英語では、skyscraper（スカイスクレイパー、「空を削るもの」の意）、Tower（タワー、「塔」の意）、Spire（スパイア、「尖塔」の意）などともいう。
ホーム・インシュアランス・ビルは一般的に外面・内面ともに耐火性の金属骨組を用いた最初の高層ビルと認識されている。このビルは1884年に竣工し、1931年に解体された。
エンパイア・ステート・ビルディングは1972年にワールドトレードセンターのノースタワーが竣工するまでの42年間、世界一の高さを誇るビルとなっていた。
世界で最も高い超高層ビルの座は、50年以上に渡りアメリカのビルが占めていたが、近年のアジア諸国の経済力の発展に伴いその座を譲り渡している。

## 建築の意義
超高層ビルは規模にもよるが、多くの場合巨大な需要能力を有するため、再開発事業などを計画する際に、区画整理後の敷地に建設される建物として超高層建築物が採用されることが多い。
エドワード・グレーザー教授などは超高層ビルにより経済的なイノベーションと人々の相互作用が可能になると主張している。
超高層ビルの建てられる場合として、不動産価格が高い土地に事業者が投資しようとする際に、投資資金の回収のため多層の建築を設けて収益を得ようとする事から結果的に超高層ビルになる場合や、限られた土地に大きな収容力を求める場合、土地や都市、国などのランドマーク（シンボル）として建設する場合などが挙げられる。また超高層ビルは周囲からも抜き出た高さとなる事も多く、周辺地域への影響も大きい。そこで、高い意匠性を持つ超高層ビルは、その地域や、ビル建築主、ビルを使用するテナントのイメージを向上させることもあるが、その建築が周辺地域から受け入れられない場合には、計画段階時に是正を求められたり、計画の修正や建築差止めを求めて訴訟が提起されることもある。
歴史的な地域（京都、奈良、東京浅草寺周辺など）や、既存住宅から突出した高さのタワーマンション計画に対して「周辺に利便をもたらさない」とする訴訟・反対運動の事例が特に日本において多い。また超高層ビルの用地として初期のモダニズム建築を解体して再開発が行われることが多く、古典的モダニズムの賛同者から反発が寄せられるようになった。
省エネ対策の例としてベトナム政府は2017年に高層ビルのエネルギー効率向上計画を承認し、関連する法整備などを検討している。

## 耐震構造
地震や風圧対策（耐震構造）は、従来の建築物では「剛構造」という地震や風圧に耐える構造（人が走行中の列車内で脚を踏ん張って揺れに耐えることに例えられる）が求められてきたが、超高層ビルでは、地震の揺れや風圧にある程度建物を任せる「柔構造」の建築である。
さらに、昨今建設される超高層ビルでは、基礎部分に油圧装置（油圧ダンパー）を取り付ける、柱の中に低降伏点鋼を挟む（制震柱）、建物の上部にダンパーと呼ばれる錘（おもり）を取りつけたりして揺れを軽減する、などの方法（いずれも制震構造）を採用している。
また、基礎と上部建築物を切り離し、構造物の間に積層ゴムやベアリングを媒介して、横揺れそのものを逃す方法（免震構造）も開発されている。免震構造は古い構造基準で建設された老朽化しているビルにも有効であり、免震レトロフィット（改良、後付）工法もあるほどである。ただし、この工法は基本的に柱を切断しジャッキアップしたうえで積層ゴムやベアリングを取り付けるものなので、1階部分が空洞（駐車場や駐輪場など）であり、かつ十分な敷地が確保できる場所で重量の負担が一定のレベルを超えないことが条件とされている。

### 長周期地震動との共振
一般に、ビルが高ければ高いほど、そのビルの固有振動の周期が長くなる。そのため、超高層ビルでは、低層の建物ではあまり問題とされない、海溝型巨大地震などによる長周期地震動との共振の可能性が指摘されている。

### 超高層建築物における長周期地震動の実例
2007年7月16日の新潟県中越沖地震では、六本木ヒルズの高層階用エレベーターが長周期地震動で緊急停止した。
2011年3月11日に発生した東北地方太平洋沖地震によって東日本一帯に長周期地震動が発生した。この際に東京23区では長周期地震動階級4を観測し、新宿区西新宿の超高層ビル群が長周期地震動によって揺れ動く様子が撮影された。

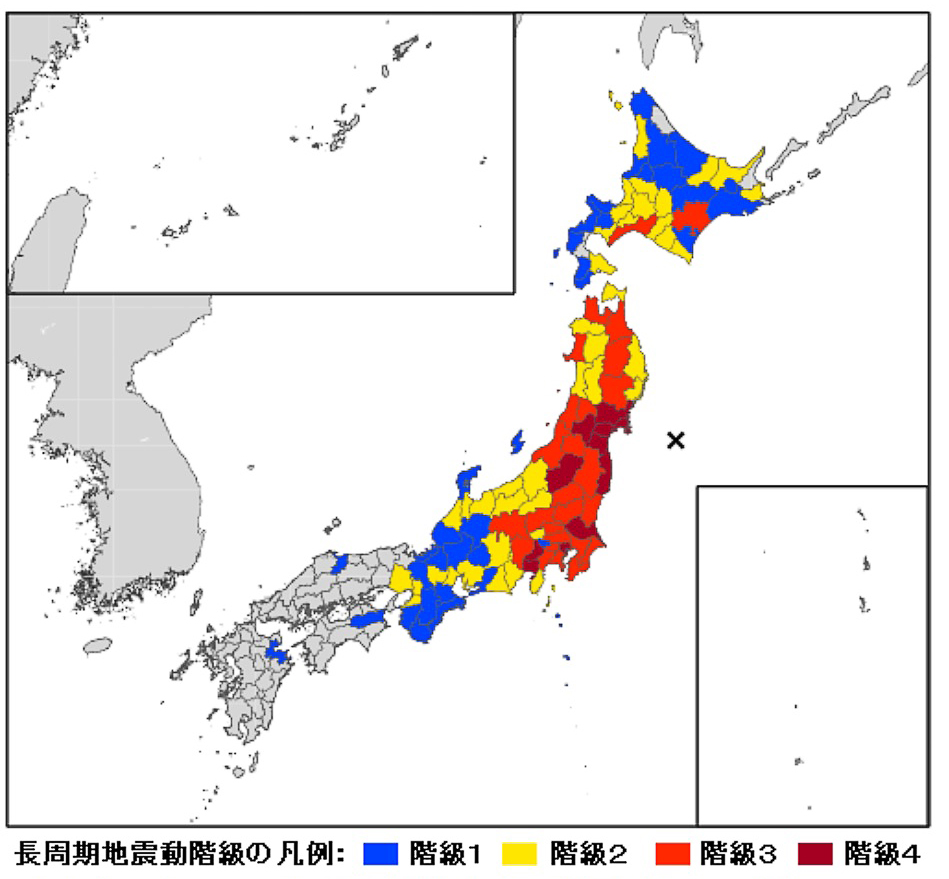
東北地方太平洋沖地震における長周期地震動階級（事後分析による）

## 解体方法
超高層ビルの解体には、一般的な建造物に用いられるような、上部から少しずつ取壊していく方法（圧砕工法）では、高所での作業を強いられる為に困難を伴う。そのため、欧米などでは発破解体が主に用いられるが、日本では、火薬の取り扱いや関連する法規制の問題、建造物が密集しているなどの理由により、建設を逆再生させるように最上段から順に解体していく方法や、ジャッキを利用してだるま落としのように下から順に解体していく方法などが採用されることが多い。赤坂プリンスホテル、りそな・マルハビルの解体では、大成建設により「テコレップシステム」と呼ばれる、ジャッキを内蔵した支柱で最上階を支え・下降させながら、順々に解体していく方法で行われた。

## 各国の超高層建築物

### 北アメリカの超高層建築物
アメリカ合衆国

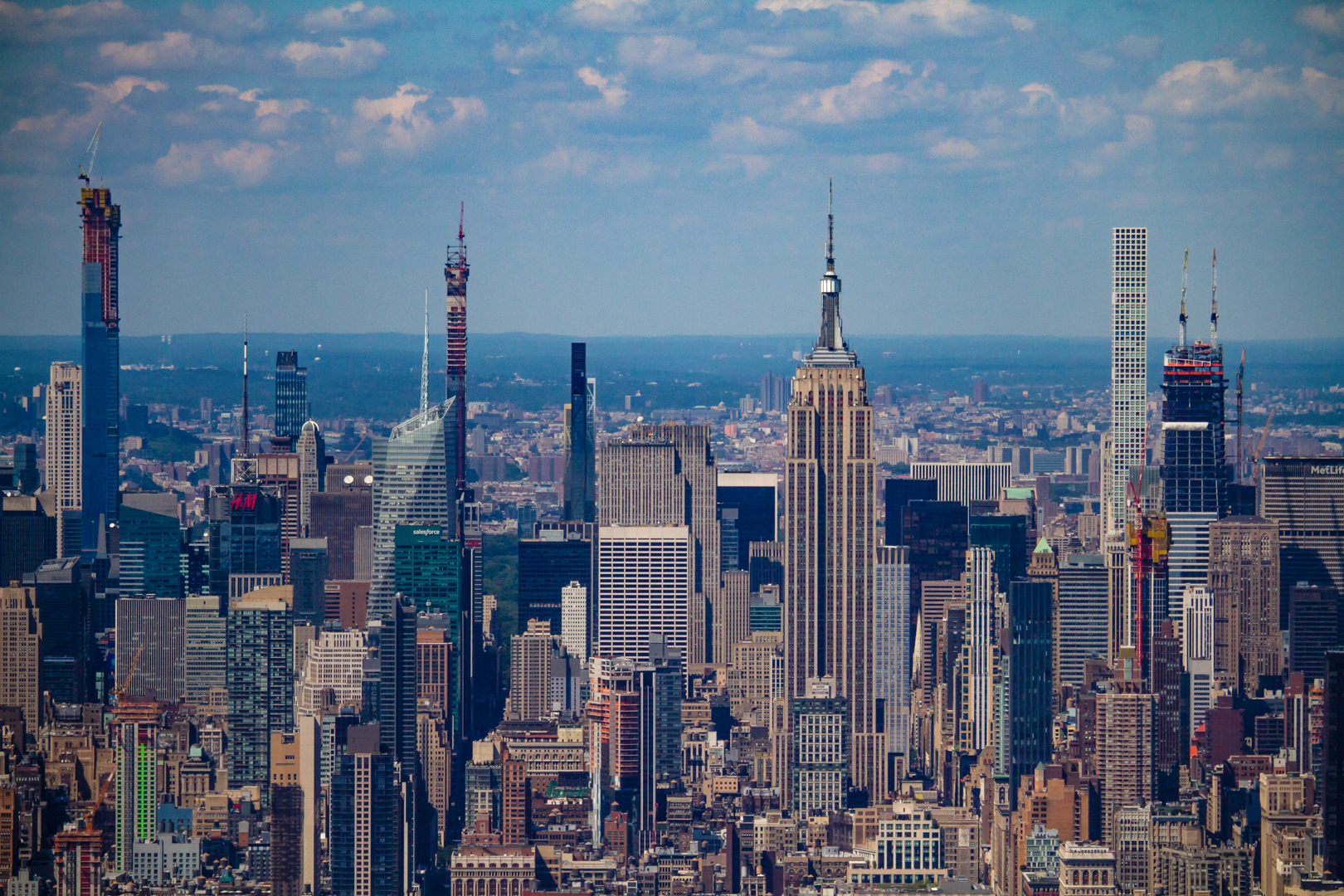
アメリカ・ニューヨーク市のマンハッタン中心部 (2019年)

アメリカ合衆国は世界の超高層ビルの先駆けとなった国で、大都市の多くは超高層ビルが集積している。特にシカゴやニューヨーク、ロサンゼルスにおいては、多数の超高層ビルが密集しているため、地上では日当たりが悪い。
また、現在では、サンフランシスコ、シアトル、ミネアポリス、ヒューストン、ダラス、デトロイト、クリーブランド、ピッツバーグ、ボストン、フィラデルフィア、シャーロット、アトランタ、マイアミなどアメリカ合衆国の主要な各都市で超高層ビルを見ることができる。また中規模以下の都市においても、アイオワ州デモインの801グランド (801 Grand)、アラバマ州モービルのRSAバトル・ハウス・タワー (RSA Battle House Tower)、ニューヨーク州オールバニのエラスタス・コーニング・タワー (Erastus Corning Tower) など、超高層ビルが建てられている都市がいくつかある。
超高層ビル発祥のシカゴでは、1890年代以降、ニューヨークにビルの高さ争いでは世界一の座を奪われ続けていたが、アメリカの大手GMS（ゼネラル・マーチャンダイズ・ストア）チェーン、シアーズの本部でSOM設計のモダニズム建築であるシアーズ・タワー（442.3m、現ウィリス・タワー）が1973年に完成すると、世界一の座をニューヨークから奪還した。
2013年には、アメリカ同時多発テロで倒壊したワールドトレードセンター（528m）の跡地に1 ワールドトレードセンター（541m）が再建され、再びアメリカで最も高いビルとなった。

### アジアの超高層建築物
1960年代までの超高層ビル建設は主にアメリカの独擅場であったが、アジア地域の経済的発展と共に増加し、21世紀にはアジアが本場と化した。日本の霞が関ビルディング（147m、東京都千代田区）や神戸商工貿易センタービル（107m、兵庫県神戸市）、世界貿易センタービル（162.6m、東京都港区）をはじめ、香港のジャーディン・ハウス（Jerdine House：怡和大廈、178.5m）、シンガポールのOCBCセンター（華僑銀行、Overseas Chinese Banking Corp Center：201m）などがその初期のものである。現在は経済発展が著しい中国、韓国、インド、東南アジア諸国、UAEを中心に超高層ビルの建設が進んでいる。

#### 東アジアの超高層建築物
日本

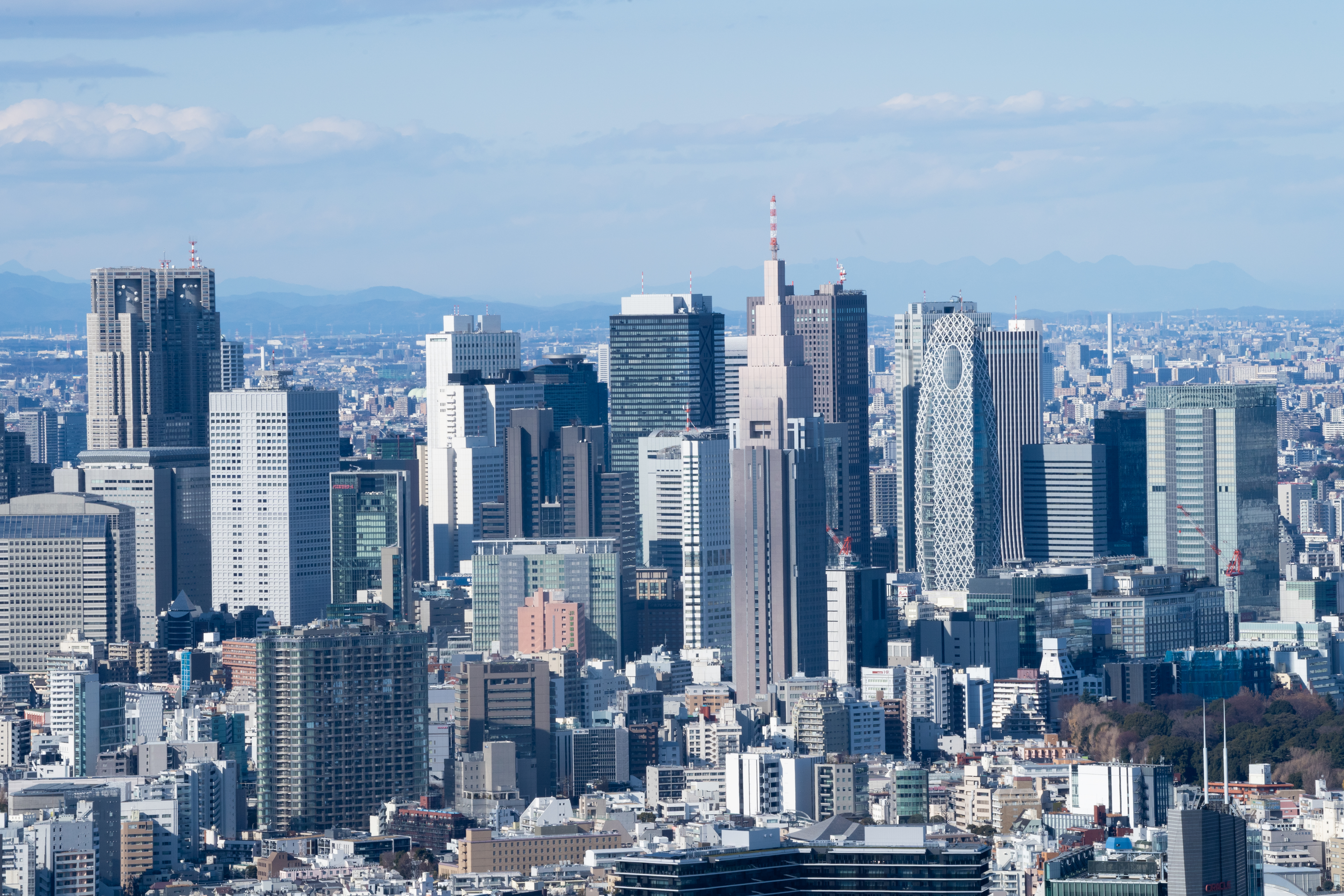
東京・西新宿の高層ビル群

日本では1970年代から1980年代にかけて超高層ビル建設が本格的になり、その筆頭となったのは東京都新宿区の角筈地区（現：西新宿）での淀橋浄水場再開発により建設された超高層ビル群（新宿副都心）や、大阪府大阪市北区の超高層ビル群（梅田）、竣工当時東アジアで最も高いビルとなった東京都豊島区東池袋のサンシャイン60（240m）などである。殊に大阪梅田-中之島地区は日本最大の超高層ビル群を形成している。
日本で最も高い超高層ビルは、東京都港区の麻布台ヒルズ森JPタワー（325m）である。2027年度には東京都千代田区に高さ385mのTorch Towerが竣工予定となっている。
200m以上の超高層ビル群は、東京特別区以外に大阪市（5棟）と名古屋市（4棟）にも所在しており、これらの都市は日本の超高層ビル群の代表格となっている。
 中国

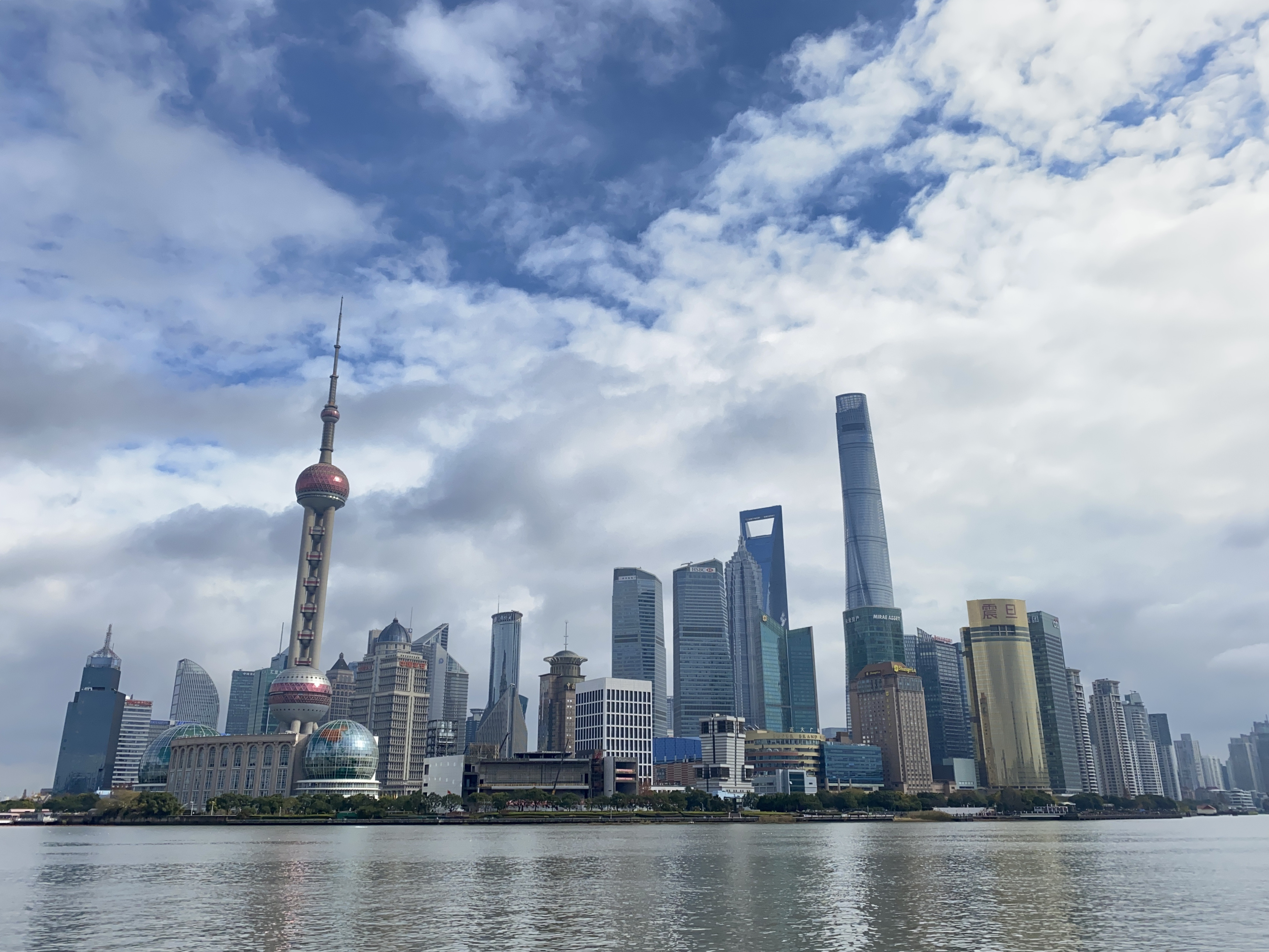
中国・上海の超高層ビル群

中国では、1978年に始まる中国共産党の鄧小平が指揮する改革開放路線により1980年に経済特区が深圳、珠海、汕頭、廈門（後に海南省）に設定された。その後1984年に経済技術開発区が臨海部の14都市に設定され、この動きに上海や広州などの大都市が加わると外国資本の流入から諸都市の著しい発展を見る。そして、中国経済の発展により、天津、重慶、長春、青島、大連、成都、武漢、瀋陽、廈門といった都市でも多く超高層ビルが建設された。
現時点で最も高い超高層ビルは、上海の上海中心であり、高さ世界第3位である。
2021年、中国政府は高さ500メートル以上の超高層建築物の建設が一律禁止。さらに2022年には改めて高さ500メートルを超えるビルの新規建設を禁止、250メートルを超えるビルの新規建設を地域によって制限した。政府は超高層建築物の乱立状態を「大欲、欧米への媚び、奇怪が織りなす建築物のカオス」として批判しており、今後は競うように建てられてきた超高層建築物の建設にブレーキがかかる見込み。
 香港

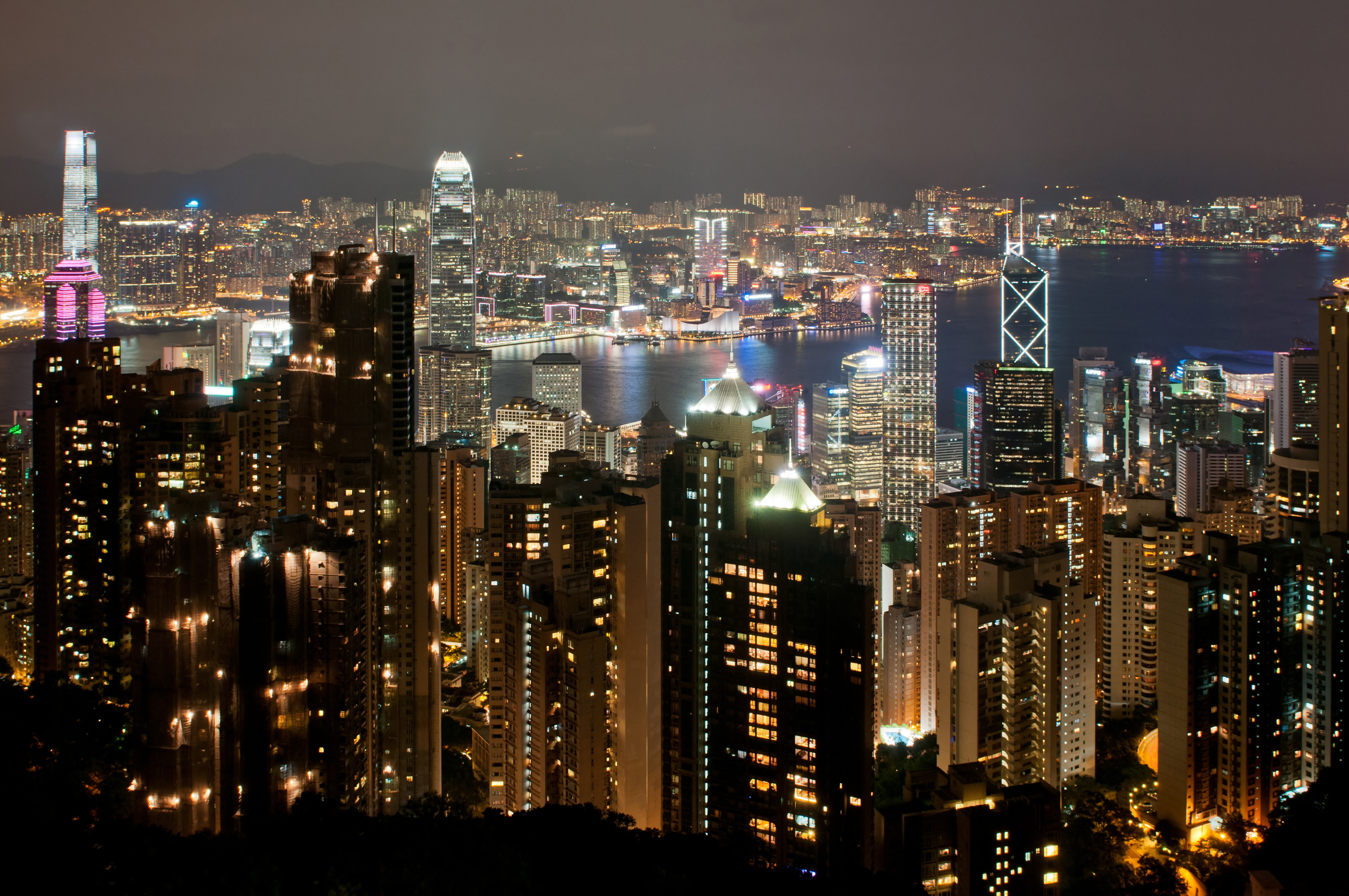
香港の超高層ビル群

香港では、イギリス統治期の1970年代から多数の超高層ビルが建てられていた。2010年に竣工した環球貿易広場（高さ484m、108階建て）を筆頭に、300mを超える超高層ビルは7棟、200ｍ以上は30棟以上を数え、アジア有数の超高層ビル群を形成している。
 台湾

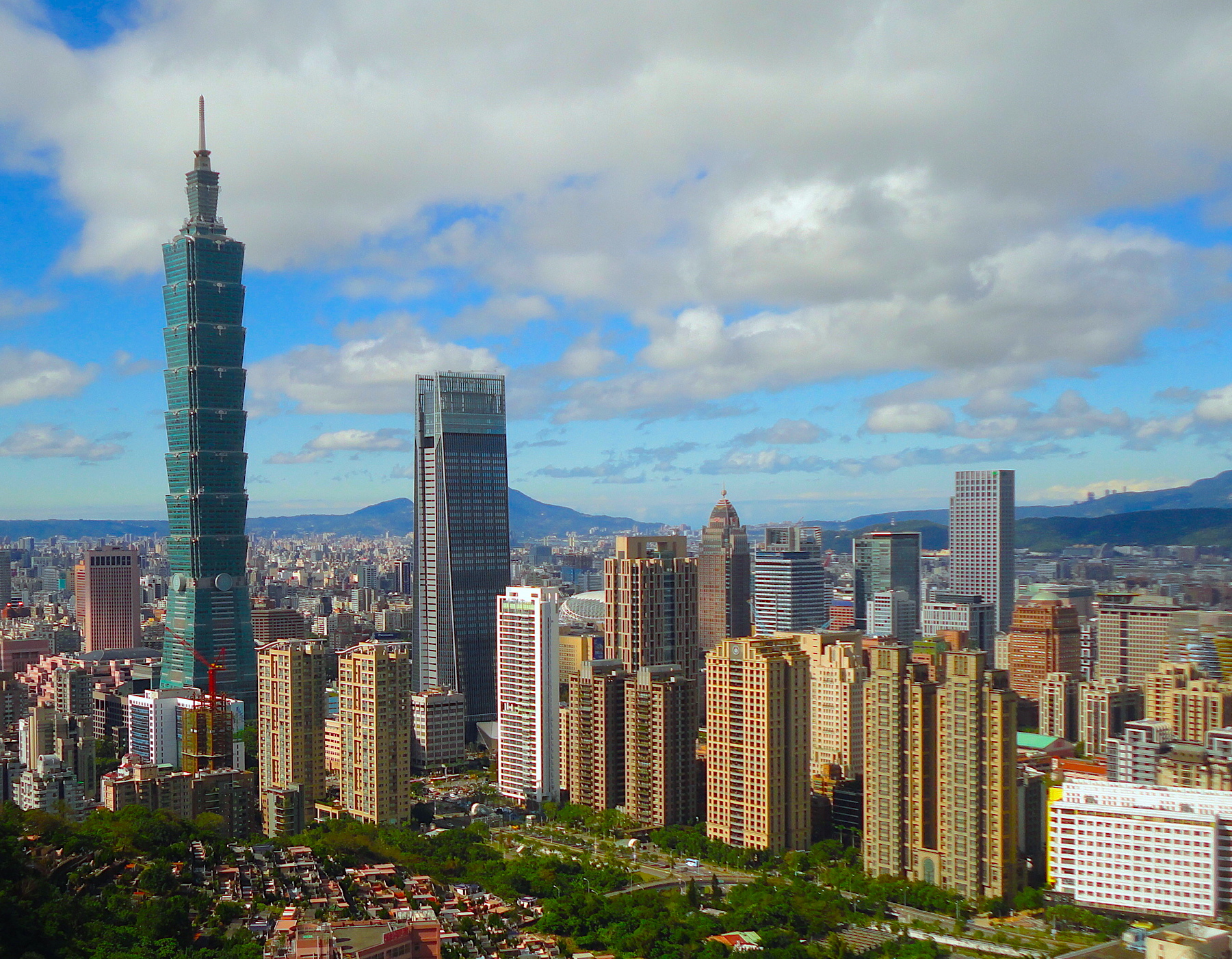
台湾・台北市の高層ビル群

現在台湾で最も高い超高層ビルは、台北市信義区に2004年に竣工した台北101（Taipei101、旧称：台北国際金融センター：Taipei International Financial Center：台北國際金融大樓）で、高さ509.2m、地上101階建て、設計は李祖原建築事務所、施工は熊谷組を中心としたJV（共同企業体）である。下層部に2003年先行開業したショッピングモールを有する。このビルに設置されている東芝エレベータ製の展望台直通高速エレベーターの速度は三菱電機製の横浜ランドマークタワーのものを超え、世界で最も速いエレベーターとなった（その後、2016年には上海中心の三菱電機製のエレベーターが世界最速記録を更新している）。完成時は世界一高いビルだったが、2023年現在は世界11位になっている。
台湾第2位の超高層ビルは、1997年に完成した高雄市苓雅区の高雄85ビル（東帝士85國際廣場：Tuntex 85 Sky Tower、378m）で、台北101と同じ李祖原建築事務所の設計である。台北101が完成するまでは台湾で最も高い建物であった。高雄85ビルの高さは2023年現在世界で79番目である。
 韓国

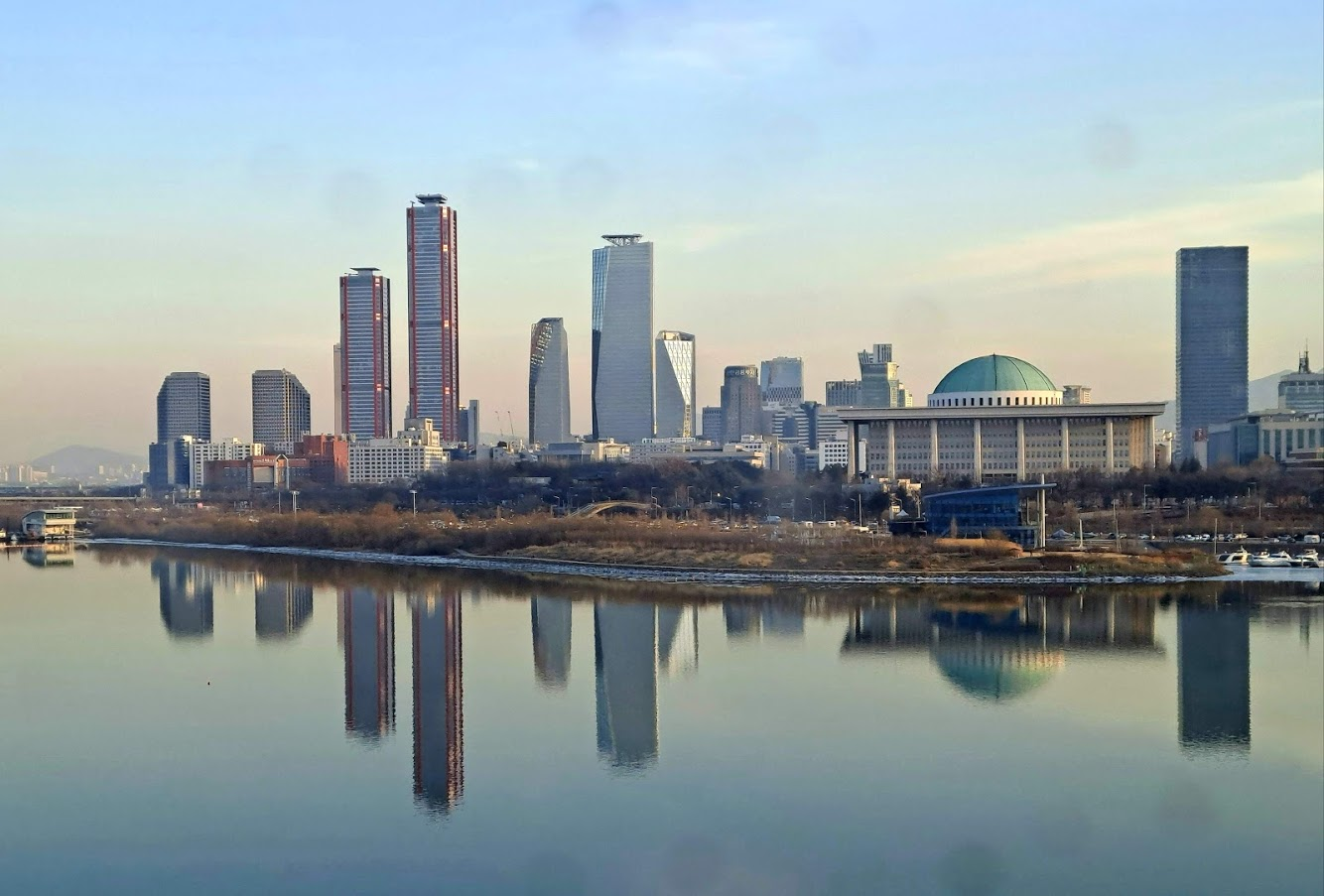
ソウルの超高層ビル群（2021年)

韓国は超高層建築が盛んな国家の一つで、250mを超える超々高層ビルの保有数は、中国アメリカUAEに次ぐ世界第四位である。1985年に63ビルが完成し、日本のサンシャイン60を抜き当時アジア一の高層ビルとなった。韓国の大手建設企業はUAEとの国家間プロジェクトとしてブルジュハリファを建設するなど、各国で超高層建築の建設を受注しており、建設技術とノウハウを有する。
2000年代以降、海雲台LCTトリプルタワー（412m・400m・333m）やパークワンタワー（333m）、北東アジア貿易タワー（305m）、海雲台斗山ヴィーブ・ザ・ゼニス（300m）、海雲台アイパークツインタワー（292m）、釜山国際金融センター（289m）、ソウル国際金融センター（284m）を筆頭に超高層ビルの建設ラッシュが起こり、2017年にロッテワールドタワー（555m）が建設されると韓国で最も高い建築物となった（当時世界第四位）。現在、600m級の現代ワールドビジネスセンターが建設中である。
 北朝鮮
北朝鮮の首都平壌では、2010年から建設ラッシュとなっており、未来科学者通りや、平壌中心部は、柳京ホテルを核として、高層ビルが林立している。

#### 東南アジアの超高層建築物
シンガポール

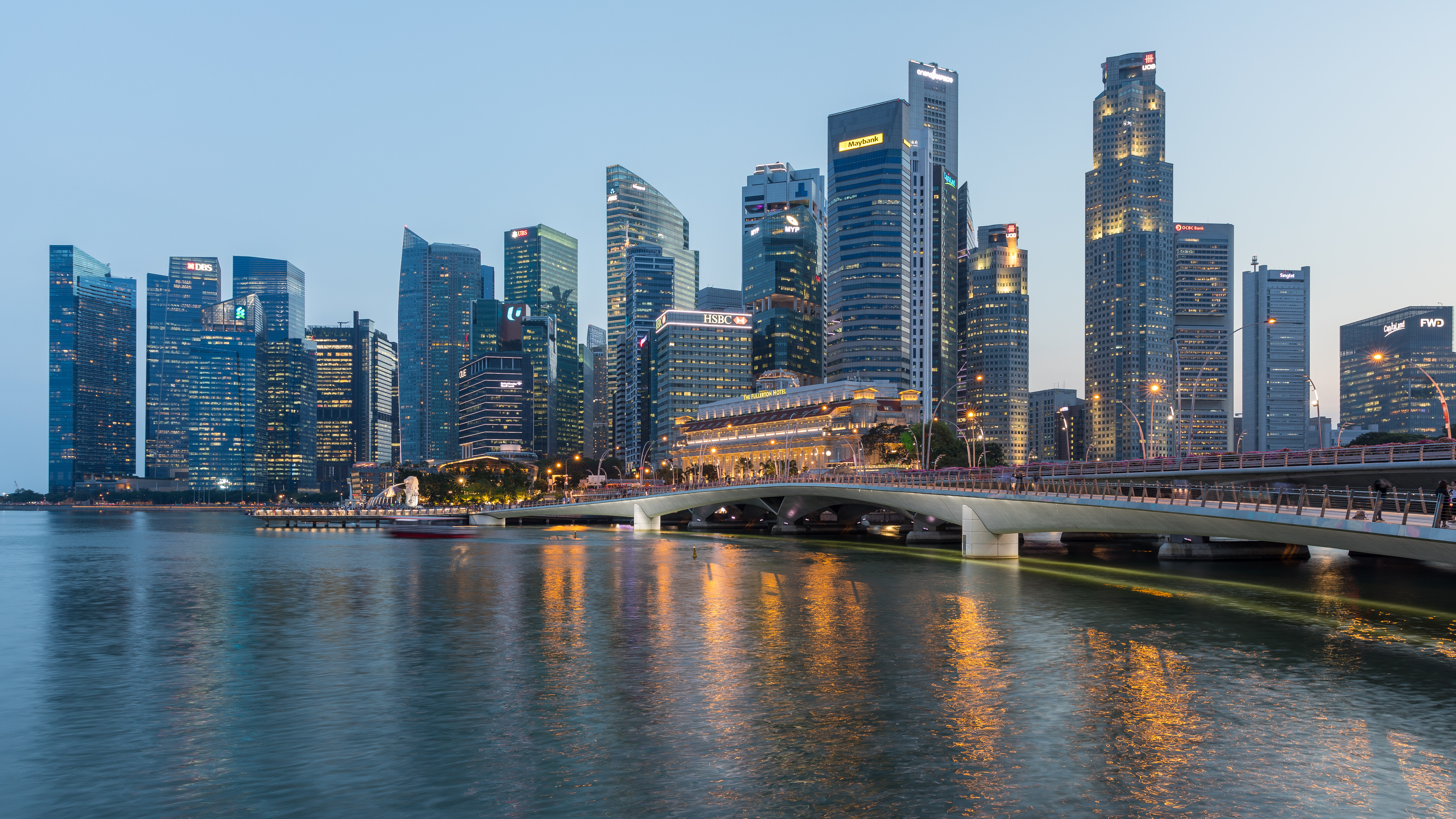
シンガポールのラッフルズ・プレイス

シンガポールでは、1965年にマレーシア連邦から独立した後、リー・クアンユー首相ら人民行動党による徹底した開発独裁が行われている。その中で、シンガポール南部に位置する中心部のラッフルズ・プレイスには数多くの超高層ビルが建てられる。この中でも、丹下健三設計のOUBセンター（Overseas Union Bank Centre：280.1m）やUOBプラザ（United Overseas Bank Plaza One：280.1m）、また黒川紀章設計のリパブリックプラザ（Republic Plaza：280.1m）などはシンガポールを代表する超高層ビルである。2006年には、KPF設計のワン・ラッフルズ・キー・タワー（One Raffles Quay North Tower:245.1m）が完成している。
 マレーシア
マレーシアの首都クアラルンプールでは、マハティール・ビン・モハマド前首相による「ルックイースト政策」などの経済政策により、マレーシア経済は飛躍的に成長した。首都・クアラルンプールの再開発地「KLCC」では1998年に、当時世界で最も高い超高層ビルであったシーザー・ペリ設計、日本の準大手ゼネコンハザマ施工のペトロナスツインタワー（Petronas Towers：452m）が完成、このビルは国有石油会社のペトロナスが建設したものである。ペトロナスツインタワーは、既に台湾の台北にある台北国際金融センターに追い抜かれているが、ツインタワーとしては今なお世界で最も高い。2023年にはPNB118が完成し、世界で2番目に高い超高層ビルになった。
 タイ
1997年に高さ309mのバイヨーク・タワーIIが竣工しており、東南アジアでも比較的早く高層化が始まっている。
 フィリピン

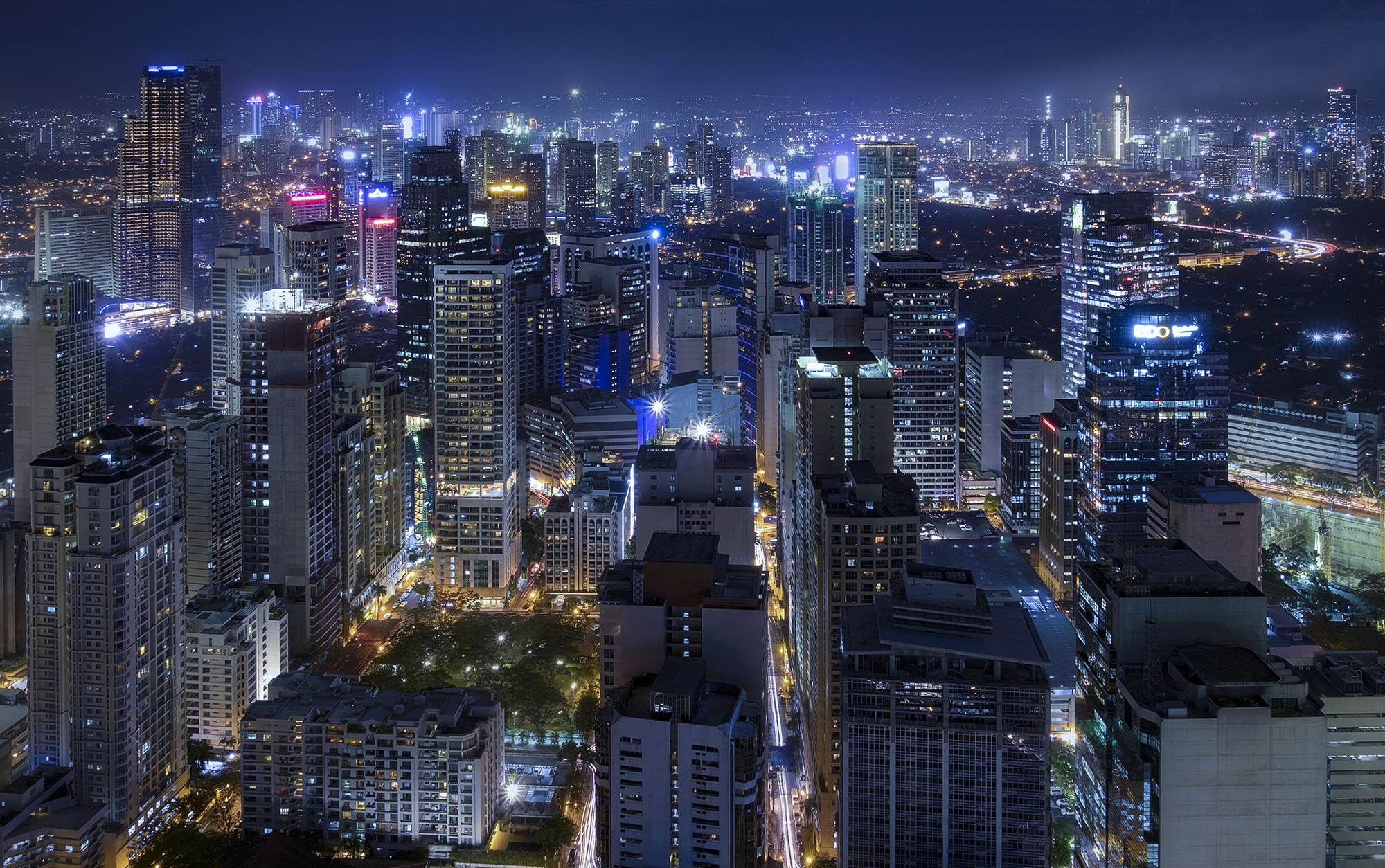
マカティの中心業務地区（2017年）

フィリピンの金融中心地で、メトロ・マニラの一角を成すマカティや首都マニラは高層ビルが林立している。

#### 南アジアの超高層建築物
インド
経済発展により2010年代から高さ200m以上の超高層ビルが増え始め、2018年に320mのパレロイヤルが竣工している。400m以上の超高層ビルも計画が多数ある。

#### 西アジアの超高層建築物
アラブ首長国連邦

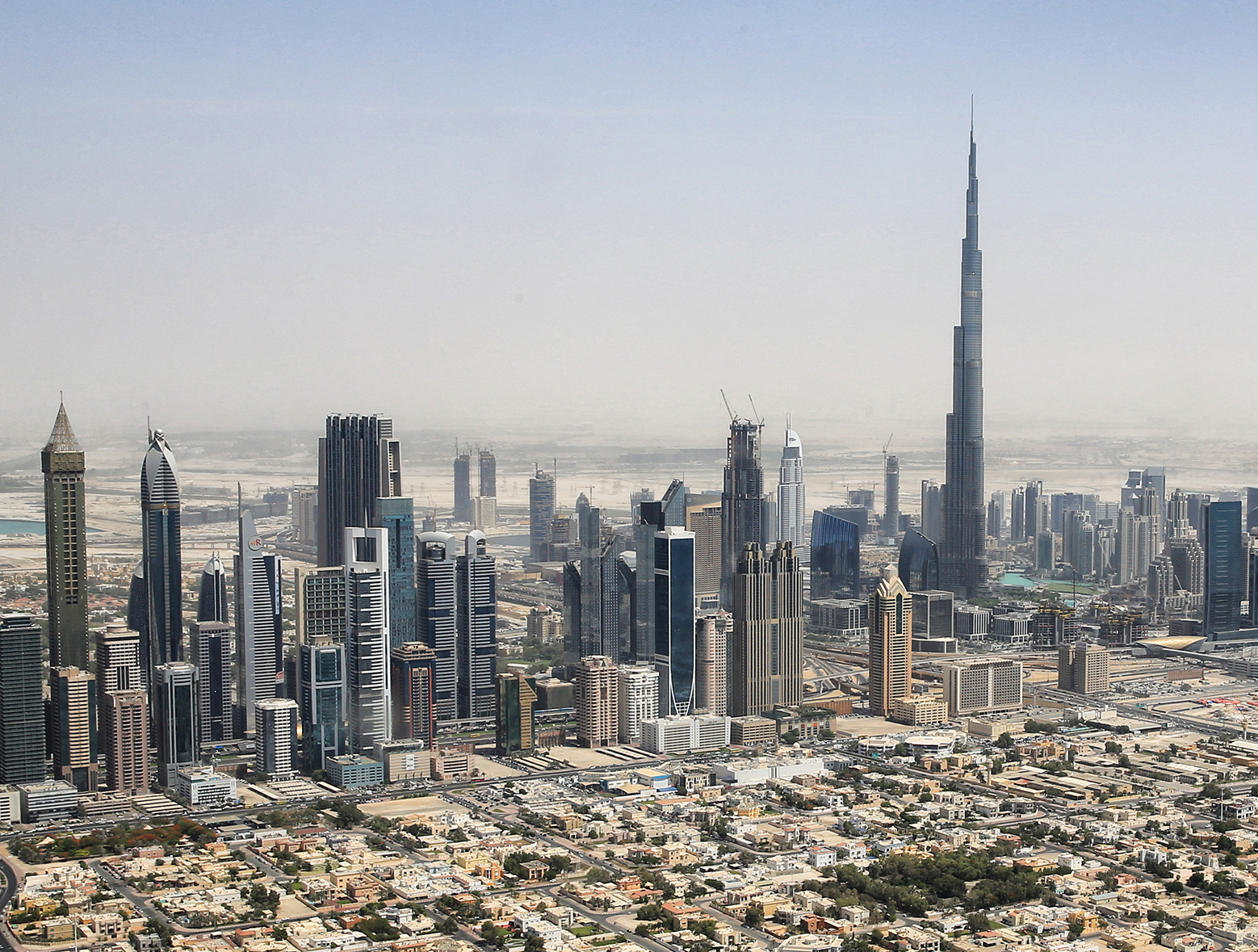
ブルジュ・ハリーファ （2015年）

中東の物流、金融の拠点として投資を進め、経済発展を遂げたアラブ首長国連邦（UAE）のドバイでは、近年数多くの超高層ビルが林立している。2010年には、世界で最も高い超高層ビルであるブルジュ・ハリーファが竣工した。
ブルジュ・ハリーファ（旧称：「ブルジュ・ドバイ」）は、軒高643.3m、アンテナ高828m、162階。ムハンマド・ビン=ラーシド・アール=マクトゥームの首相就任からちょうど4年目に当たる2010年1月4日（現地時間）に竣工し、2012年現在着工中のビルを含め世界で最も高いビルとなった。

### ヨーロッパの超高層ビル
ヨーロッパでは、歴史的建造物を保護する方針をとったため少なかったが、現代建築が箱のようなデザインからユニークなデザインに脱却にするにつれて容認されるようになり、21世紀になって超高層ビルの建設が著しくなっている。特に、イギリスのロンドンや、フランスのパリや、イタリアのミラノ、ドイツのベルリン、フランクフルト、ロシアのモスクワなどでその動きが活発になっている。
歴史的な景観を重視するヨーロッパでは、元来超高層ビルの建設は余りされておらず、例外的には第二次世界大戦で壊滅したドイツのフランクフルトではドイツ及びヨーロッパの金融中心地として開発される際のオフィス供給の手段として、ドイツ銀行やコメルツ銀行などの200m級の超高層ビルが複数建設された。摩天楼の建つ一角はマイン川にマンハッタンを合わせた造語で「マインハッタン（Mainhattan）」と俗称される。またパリでは市内のオフィス需要を補うために郊外のデファンス（Défence）地区に新都心「ラ・デファンス（La Défence）」が作られ、ロンドンでは、「カナリー・ワーフ（Canary Wharf）」と呼ばれる新都心が作り出された。
現時点では、中小都市には超高層ビル群が建設されている例は余り見られない。しかし、ヨーロッパの都市での旧来の建築による不動産供給は限界に来ており、中心部の超高層ビルの建設が容認され始めている。

#### 東ヨーロッパ・ロシアの超高層建築物
ロシア

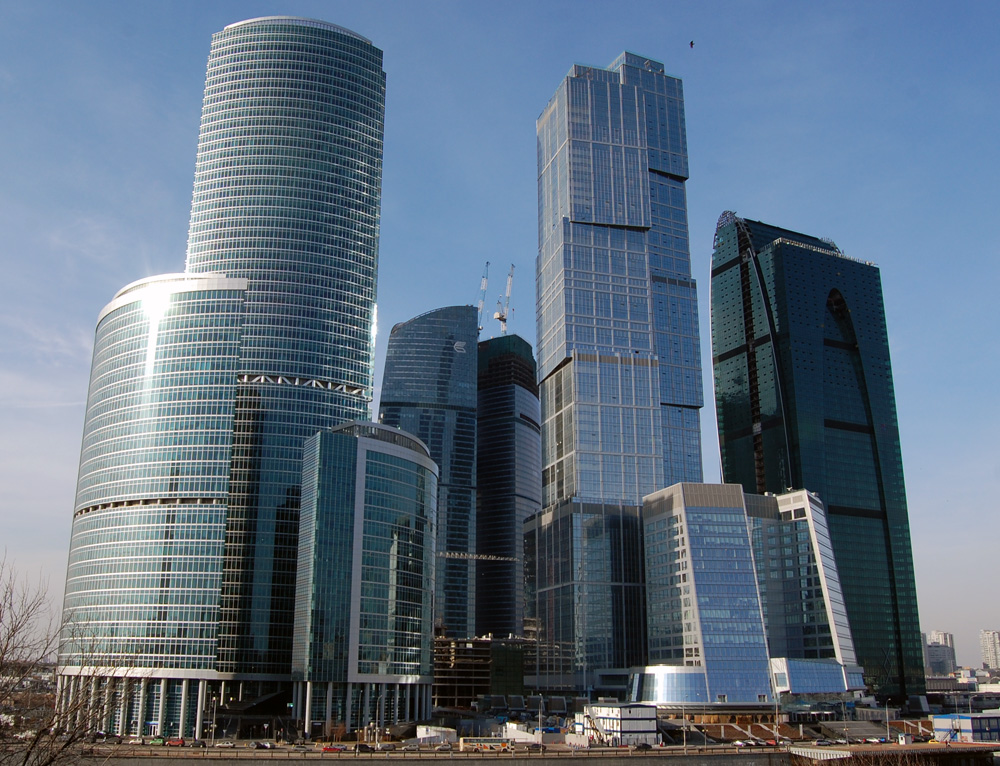
モスクワ国際ビジネスセンター（モスクワ・シティ）、2010年3月

旧ソビエト連邦の首都モスクワでも、20世紀半ばには社会主義体制下における国威発揚効果を狙ってスターリン様式の超高層ビルが建設された。1930年代から1940年代にかけて「ソビエト宮殿」をはじめ多くの巨大建築が計画されたが、モスクワ大学（240m）など実現したものは計画数からすると多いとは言えず、計画されたもののほとんどは起草されただけに終わり、スターリンの死後に中止されている。しかしソビエト連邦の衛星国、主に東ヨーロッパ諸国での建築様式にも多大な影響を与えた。
また、1920年代から1930年代初頭、スターリン様式の確立以前に計画されたもの（ウラジーミル・タトリンの第三インターナショナル記念塔、高さ400mなど）は当時斬新なデザインでもあったため、社会情勢ともあいまって世界の多くの建築家に影響を与えた。この時期のソビエト建築界自身もル・コルビュジエなど当時先端を歩む建築家の思想に大きく傾倒していた。
2000年代に入り、ロシアの経済発展（特に石油など天然資源輸出を中心とした発展）に伴って、モスクワでは超高層ビルの建設・計画が進んでいる。特に2003年に完成したスターリン様式を模した超高層マンション、トライアンフ・パレス（264.1m）はフランクフルトのコメルツ銀行ビル（259m）を抜きヨーロッパ一の高さとなった。
1990年代前半からモスクワ川沿いに「モスクワ国際ビジネスセンター計画」（MIBC、モスクワ・シティ）が進行しており、現在ヨーロッパで一番高いビルになっている超高層ビルはモスクワ・シティーのフェデレーション・タワー（374m）である。他に354mのOKOや338mのマーキュリー・シティ・タワーや308mのユーラシア・タワーなどのビルが立ち並んでいる。完成すれば最大のビルとなる予定であったロシア・タワーは、経済危機の影響を受け、また、他のビルよりも着工が遅かったこともあり、計画は中止された。敷地跡には、ru:Renaissance Moscow Towers というツインタワーが建てられる計画がある。335m（74階）と290m（63階）の二棟が予定される。
また2018年にはサンクトペテルブルク郊外にラフタ・センターという5つの建築・構造物からなる複合施設が作られ、そのうちの超高層ビルは高さが462mで、ヨーロッパ及びロシアで最も高い建築物となった。

#### 北ヨーロッパの超高層建築物
スウェーデン
スウェーデン南部の都市マルメに、スカンディナヴィアで一番高いターニング・トルソ（190m）というビルがある。サンティアゴ・カラトラヴァがデザインしたユニークな形状のビルである。

#### 西ヨーロッパの超高層建築物
ドイツ

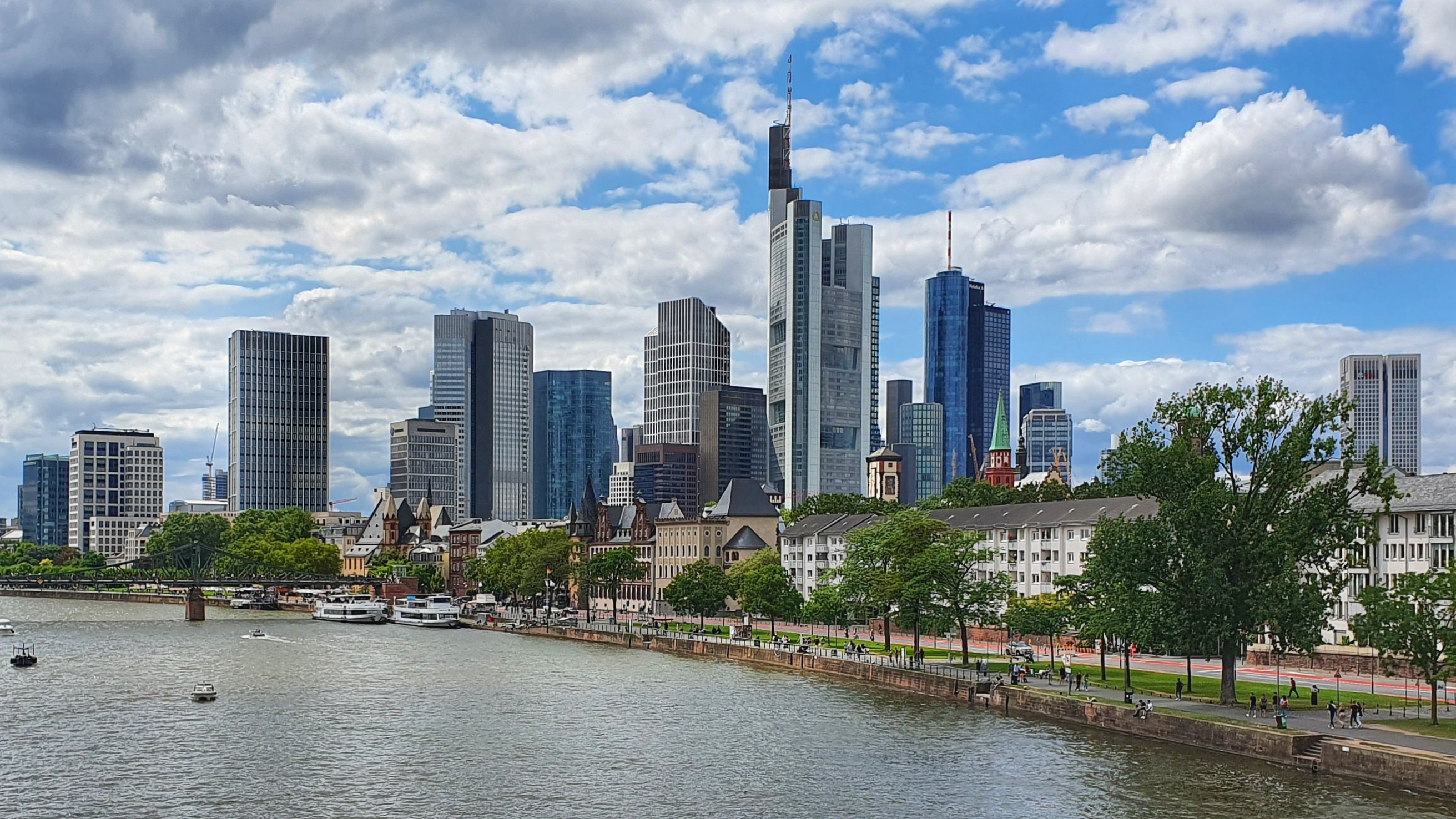
フランクフルトのマインハッタン（2021年）

統一ドイツの新首都として再興されているベルリンでは高層、または超高層のビルが建設され始めている。「ポツダム広場」にあるヘルムート・ヤーン設計のソニーセンターや、レンゾ・ピアノ（Renzo Piano）設計のダイムラーシティ（Daimler City）などが代表的であり、他にミッテ（Mitte）地区やツォー駅（Zoologischer Garten）周辺でも再開発時に超高層ビルを用いている。
フランクフルトでは、コメルツ銀行、ドイツ銀行、メッセタワーなど、200mを超える超高層ビルが建設されている。今のところドイツで超高層ビルの林立が見られるのはフランクフルトくらいで、同市を流れるマイン川とマンハッタンを組み合わせた「マインハッタン」という造語がある。
 フランス

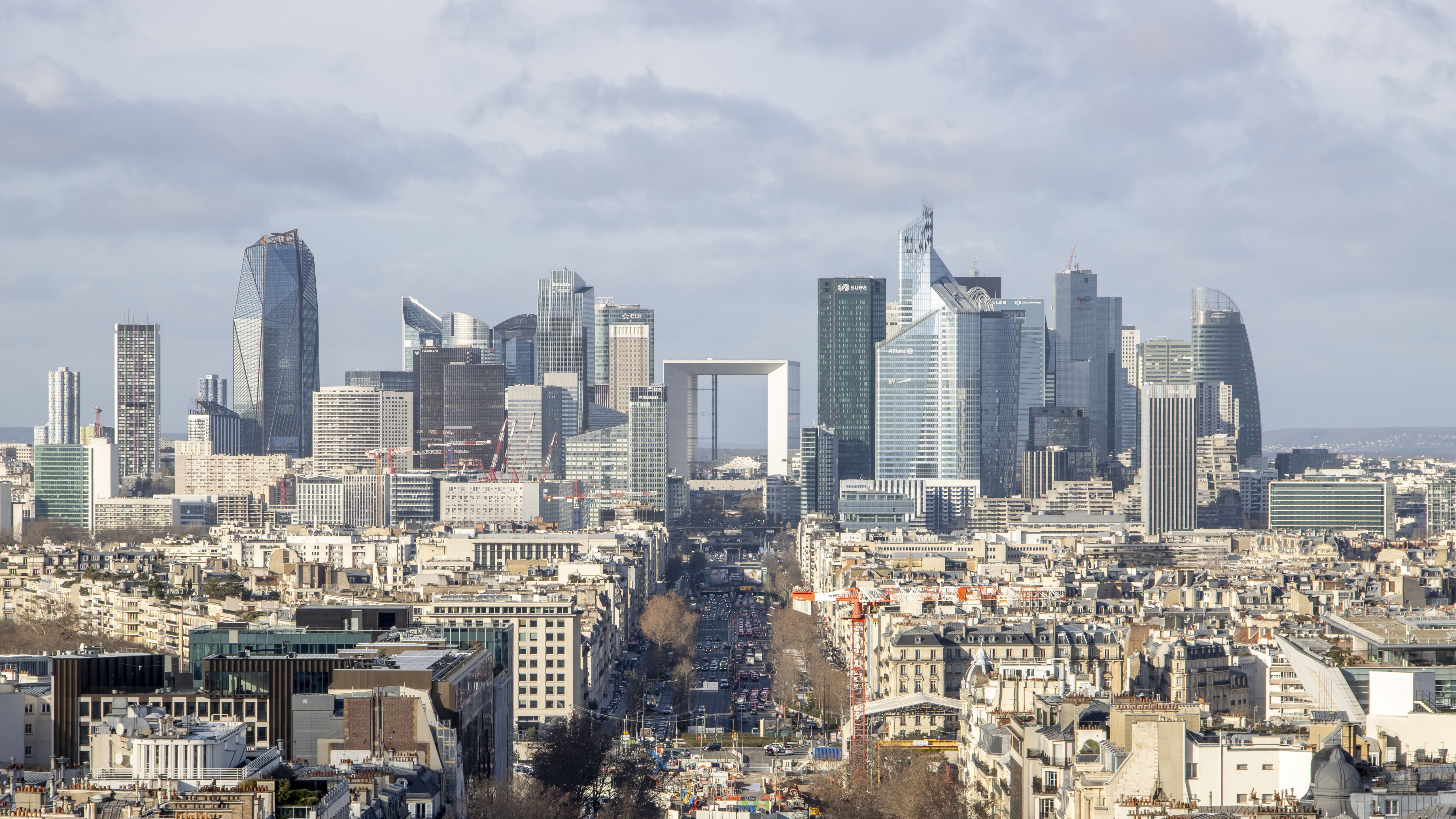
パリのラ・デファンス（2023年）

パリでは、1960年代後半からの再開発で市街地南端のモンパルナス駅が解体され、跡地にトゥール・モンパルナス（210m）が完成しビルの超高層化が始った。以後、都心に超高層ビルを建てることは禁止されたが、1980年代のミッテラン大統領によるグラン・プロジェによってポストモダン建築やハイテク建築が相当数供給され街の様相を一変させた。同時期、エトワール凱旋門を通るパリの歴史軸の延長線上、市街地西郊のラ・デファンス地区には国際会議場グランダルシュをはじめ、フランスを代表する大企業や外資系企業の超高層ビルが相次いで建てられた。今後も新たな超高層ビルが建設されていく予定である。
 イギリス

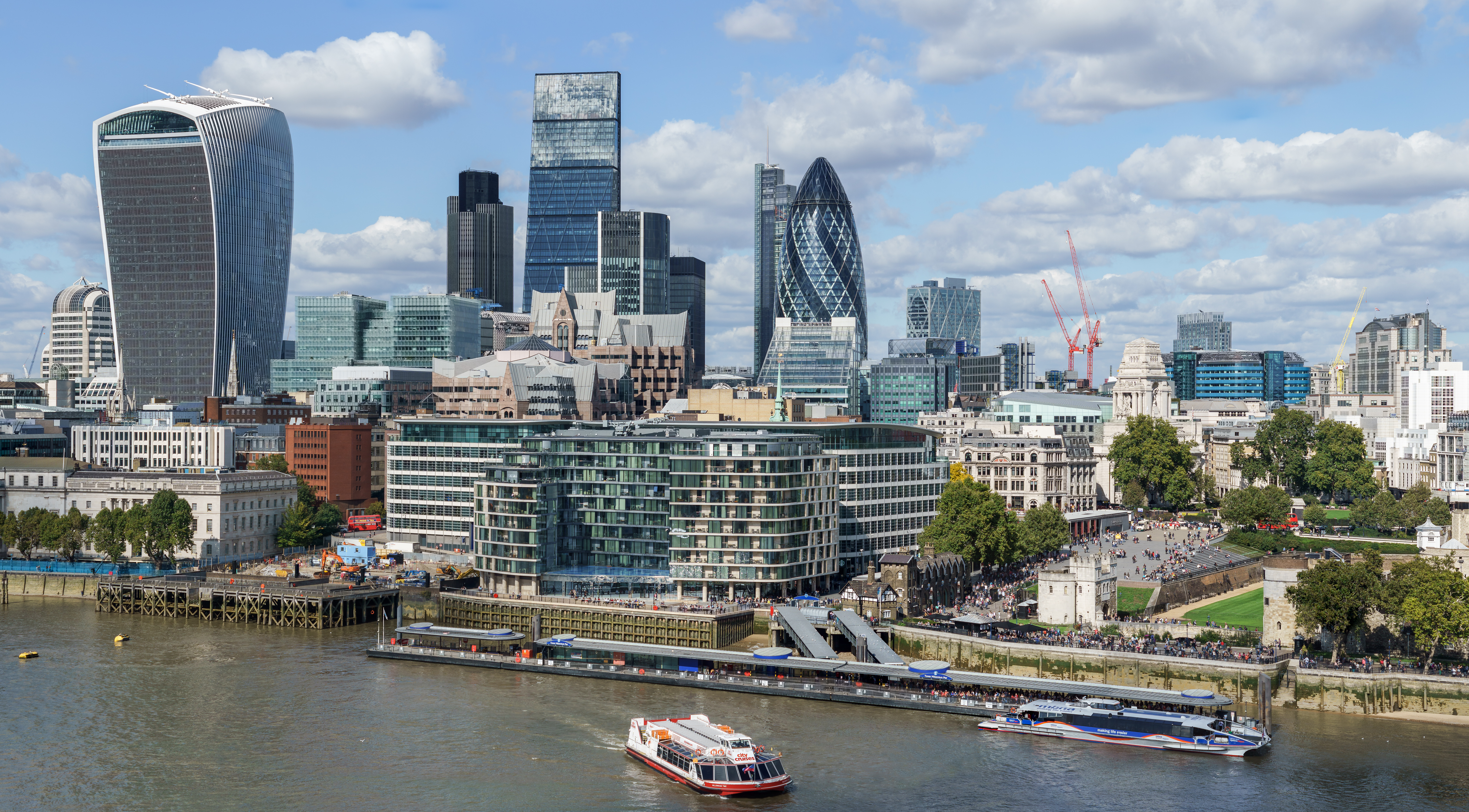
ロンドン（2015年）

ロンドン市街東部の港湾跡地ドックランズ（Docklands）地区が再開発され、「カナリー・ワーフ（Canary Wharf）」と呼ばれる新都心となり、超高層オフィスビルがロンドン・ドックランズ再開発公社（LDDC）によって続々と建設された。竣工当時は英国で最も高かったシーザー・ペリ設計のワン・カナダ・スクエア（One Canada Square：235.1m）」のほか、ノーマン・フォスター（Sir Norman Foster）卿設計の香港上海銀行（HSBC、社屋の名称は「8 Canada Square」：199.5m）や、シーザー・ペリ設計のシティバンク（社屋の名称は「25 Canada Square」：199.5m）などの超高層ビルへ、中心部のシティ・オブ・ロンドンから金融機関が本拠を移転している。
歴史的建造物が並ぶシティ・オブ・ロンドンではセント・ポール大聖堂（111m）を越える高さの建造物は建ててはならないという不文律があったが、1965年に建ったポストオフィスタワー（現：BTタワー、188m）によって破られた。その後、1980年代までのイギリス経済の低迷により超高層ビルを求める声が上がり、ナットウェスト・タワー（1993年IRA暫定派により爆破、現在改修され「タワー42」と改称）をはじめとする大聖堂を越える超高層ビルがいくつか建設された。またロイズ保険もハイテク建築の超高層ビルに建て替えたが、今日まで多くの超高層ビル計画が景観を理由に中止させられている。この中で例外的に実現したのは、1992年にIRAが爆破した歴史的建築、バルティック・エクスチェンジの跡地に建設されたノーマン・フォスター設計によるスイス・リ本社ビル（別名「ガーキン」）である。2012年には、レンゾ・ピアノ設計による三角錐型の超高層ビル、シャード・ロンドン・ブリッジ（ロンドン・ブリッジ・タワー、高さ310m、87階建て）がテムズ川南側に完成した。
今後の計画では、シティ・オブ・ロンドンではKPF設計の螺旋形の超高層ビル、ビショップスゲート・タワー（高さ288m、63階建て）が当初の高さ307mの計画案を変更した上で建設認可が下りている。

#### 南ヨーロッパの超高層建築物
スペイン

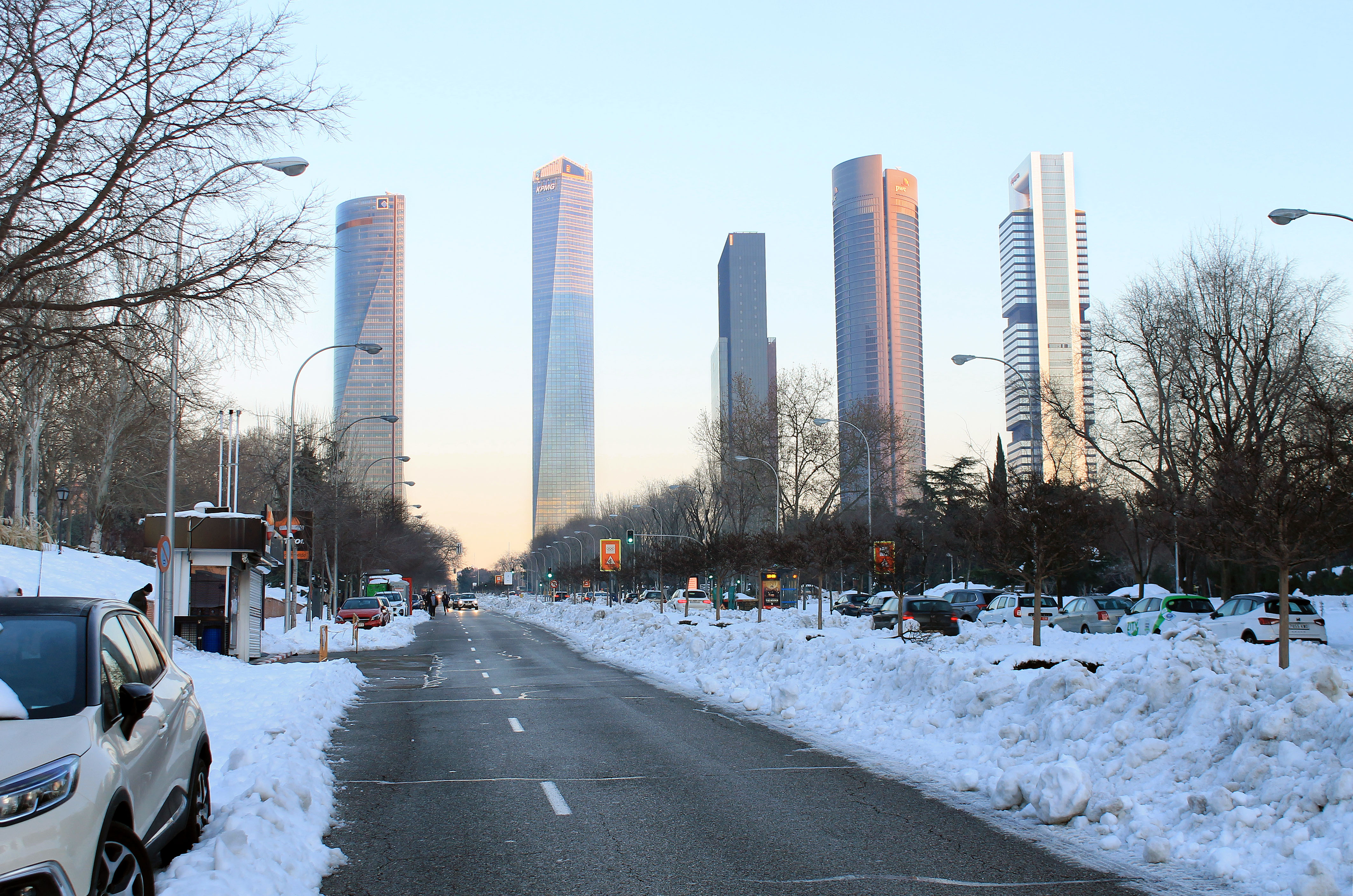
マドリードのCTBA（2021年）

首都マドリードを南北に貫くカステヤーナ通り沿いには、第二次世界大戦直後のフランコ政権時代に大規模なビジネスエリア・官庁街を作る計画があった。これは1970年代以後になってAZCAとして結実し、トーレ・ピカソ（157m）をはじめ高さ100m前後のビルが立ち並んだ。
カステヤーナ通りの北端には2000年代に入りクアトロ・トーレス・ビジネス・エリア（CTBA）という再開発地区が作られ、高さ250mほどの欧州でも有数の高さのビルが4本立ち並んだ。

## 一覧

### 世界一高いビルの変遷
- 尖塔やアンテナなどは除く。（表中の「屋根」は尖塔やアンテナなどを含めない高さ。「尖塔」はそれらを含めた高さ。）
- 表はピラミッドや教会を除く。以下はそれらを含めた場合の記録。
  - ギザの大ピラミッド（紀元前2570年、146.59m）
  - リンカン大聖堂（1311年、160m）
  - ウルム大聖堂（1890年、161m）[注釈 2]
- あらゆる建築物で世界一の高さの変遷は「世界一高い建築物の変遷」を参照。

| 竣工   | 画像 | 名称                                      | 国               | 位置             | 屋根 | 尖塔 | 階数  | 設計                                                | 解体   |
| ------ | ---- | ----------------------------------------- | ---------------- | ---------------- | ---- | ---- | ----- | --------------------------------------------------- | ------ |
| 1889年 |      | オーディトリアムビル (英語版)             | アメリカ合衆国   | シカゴ           | 82m  | 106m | 17階  | D・アドラーとL・サリヴァン                          |        |
| 1890年 |      | ニューヨークワールドビル                  | アメリカ合衆国   | ニューヨーク     | 94m  | 106m | 20階  | ジョージ・B・ポスト                                 | 1955年 |
| 1894年 |      | マンハッタン生命保険ビル                  | アメリカ合衆国   | ニューヨーク     | 106m |      | 18階  |                                                     | 1930年 |
| 1895年 |      | ミルウォーキー市庁舎 (英語版)             | アメリカ合衆国   | ミルウォーキー   | 108m |      | 15階  |                                                     |        |
| 1899年 |      | パークロービル                            | アメリカ合衆国   | ニューヨーク     | 119m |      | 30階  |                                                     |        |
| 1901年 |      | フィラデルフィア市庁舎                    | アメリカ合衆国   | フィラデルフィア | 156m | 167m | 9階   | ジョン・マッカーサーJr.                             |        |
| 1908年 |      | シンガービル                              | アメリカ合衆国   | ニューヨーク     | 187m |      | 47階  |                                                     | 1968年 |
| 1909年 |      | メトロポリタン生命保険会社タワー          | アメリカ合衆国   | ニューヨーク     | 213m |      | 50階  | ナポレオン・ルブラン父子                            |        |
| 1913年 |      | ウールワースビル                          | アメリカ合衆国   | ニューヨーク     | 241m |      | 57階  | キャス・ギルバート                                  |        |
| 1930年 |      | クライスラー・ビルディング （増築前）     | アメリカ合衆国   | ニューヨーク     | 282m |      | 77階  | ウイリアム・ヴァン・アレン                          |        |
| 1930年 |      | 40ウォールストリート                      | アメリカ合衆国   | ニューヨーク     |      | 283m | 70階  | クレイグ・セベランス                                |        |
| 1930年 |      | クライスラー・ビルディング （増築後）     | アメリカ合衆国   | ニューヨーク     | 282m | 319m | 77階  | ウイリアム・ヴァン・アレン                          |        |
| 1931年 |      | エンパイア・ステート・ビルディング        | アメリカ合衆国   | ニューヨーク     | 381m | 449m | 102階 | シュリーブ,ラム&ハーモン                            |        |
| 1974年 |      | ワールドトレードセンター （1WTC・2WTC）   | アメリカ合衆国   | ニューヨーク     | 417m | 526m | 110階 | ミノル・ヤマサキ                                    | 2001年 |
| 1974年 |      | シアーズ・タワー （現：ウィリス・タワー） | アメリカ合衆国   | シカゴ           | 442m | 527m | 108階 | スキッドモア・オーウィングズ・アンド・メリル（SOM） |        |
| 2004年 |      | 台北101                                   | 台湾             | 台北             | 448m | 508m | 101階 | 李祖原建築事務所                                    |        |
| 2010年 |      | ブルジュ・ハリファ                        | アラブ首長国連邦 | ドバイ           | 636m | 828m | 168階 | SOM                                                 |        |

### 現在の高さ順位
- 尖塔やアンテナなどを含めた高さの順位。（表中の「屋根」は尖塔やアンテナなどを含めない高さ。「尖塔」はそれらを含めた高さ。）
- 建設中のビルは除く。

| 順位 | 画像 | 名称                                     | 国・地域         | 都市         | 屋根   | 尖塔   | 階数  | 竣工年 |
| ---- | ---- | ---------------------------------------- | ---------------- | ------------ | ------ | ------ | ----- | ------ |
| 1位  |      | ブルジュ・ハリファ                       | アラブ首長国連邦 | ドバイ       | 636.0m | 828.0m | 168階 | 2010年 |
| 2位  |      | 上海中心                                 | 中国             | 上海         | 565.6m | 632.0m | 128階 | 2016年 |
| 3位  |      | アブラージュ・アル・ベイト・タワーズ     | サウジアラビア   | メッカ       | 530.0m | 601.0m | 095階 | 2011年 |
| 4位  |      | 平安国際金融中心                         | 中国             | 深圳         | 555.1m | 599.1m | 115階 | 2017年 |
| 5位  |      | ロッテワールドタワー                     | 韓国             | ソウル       | 497.6m | 555.7m | 123階 | 2017年 |
| 6位  |      | 1 ワールドトレードセンター               | アメリカ合衆国   | ニューヨーク | 417m   | 541.3m | 108階 | 2014年 |
| 7位  |      | CTF金融センター                          | 中国             | 広州         | 496m   | 530m   | 111階 | 2016年 |
| 8位  |      | 天津CTF金融センター                      | 中国             | 天津         | 439m   | 530m   | 97階  | 2019年 |
| 9位  |      | 中国尊                                   | 中国             | 北京         | 515m   | 528m   | 109階 | 2018年 |
| 10位 |      | ウィリス・タワー （旧 シアーズ・タワー） | アメリカ合衆国   | シカゴ       | 442.1m | 527.0m | 110階 | 1974年 |
| 11位 |      | 台北101                                  | 中華民国（台湾） | 台北         | 449.2m | 509.2m | 101階 | 2004年 |

### 建設中の特に高い超高層ビル
武漢グリーンランドセンター
中国武漢市で建設中の126階建て475m（尖塔高）の超高層ビル。完成時期は未定。
ジッダ・タワー
サウジアラビアのジッダで建設中の167階建て1007m（尖塔高）のハイパービルディング（超々高層ビル）。完成時期は未定。